# 셀룰레이스
셀룰레이스(Cellulase) 또는 셀룰라아제는 균, 박테리아, 원생동물에 의해 주로 생성되는, 셀룰로스를 가수분해하는 효소이다.

## 가수분해 기제

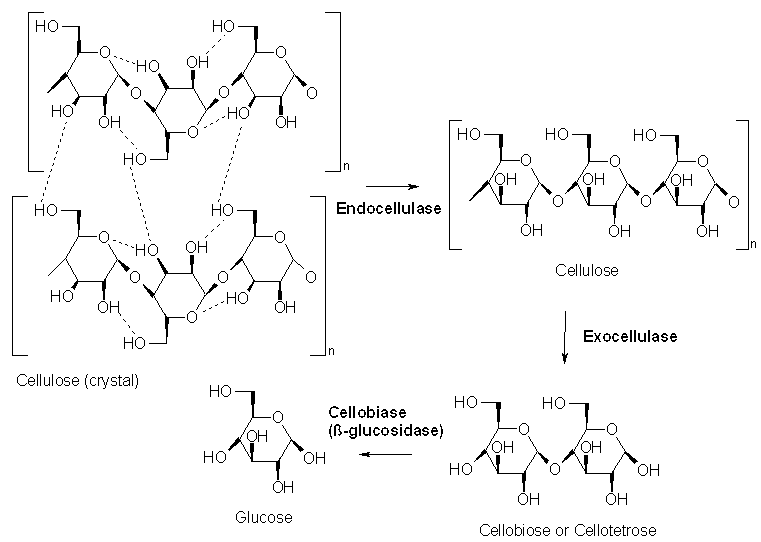
셀룰레이스:1에 의해 촉매 작용된 3가지 유형의 반응.

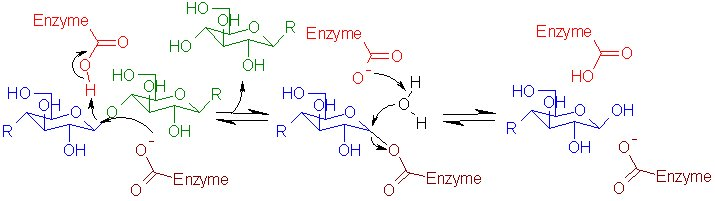
β-글루코시데이스 활동의 기계론적 상세 그림